# Høng
Høng är en tätort i Kalundborgs kommun i Region Själland i Danmark. Tätorten har 4 338 invånare (2024). Den ligger på Själland, cirka 23 kilometer sydost om Kalundborg. Høng var centralort i Høngs kommun fram till kommunreformen 2007.